# Tropasteron luteipes
Tropasteron luteipes là một loài nhện trong họ Zodariidae.
Loài này thuộc chi Tropasteron. Tropasteron luteipes được B.C.Baehr miêu tả năm 2003.